# Fyé
Fyé ist eine französische Gemeinde mit 995 Einwohnern (Stand: 1. Januar 2022) im Département Sarthe in der Region Pays de la Loire; sie gehört zum Arrondissement Mamers und zum Kanton Sillé-le-Guillaume (bis 2015: Kanton Saint-Paterne). Die Einwohner werden Flacuméens oder Fiétuméens genannt.

## Geographie
Fyé liegt etwa 36 Kilometer nordnordwestlich von Le Mans und etwa elf Kilometer südlich von Alençon. Umgeben wird Fyé von den Nachbargemeinden Oisseau-le-Petit im Norden, Chérisay im Nordosten, Rouessé-Fontaine im Osten, Coulombiers im Südosten, Saint-Germain-sur-Sarthe im Süden, Saint-Ouen-de-Mimbré im Südwesten, Saint-Victeur im Westen sowie Gesnes-le-Gandelin im Westen und Nordwesten.
Am Ostrand der Gemeinde führt die Autoroute A28 entlang.

## Bevölkerungsentwicklung
| 1962                      | 1968 | 1975 | 1982 | 1990 | 1999 | 2006 | 2013 |
| ------------------------- | ---- | ---- | ---- | ---- | ---- | ---- | ---- |
| 762                       | 776  | 831  | 836  | 802  | 863  | 992  | 1001 |
| Quelle: Cassini und INSEE |      |      |      |      |      |      |      |

## Sehenswürdigkeiten
- Kirche